# Olof Bildt
Olof Vincent Bildt, född 1881, död 1943, var en svensk industriman.
Olof Bildt utexaminerades från Chalmers tekniska institut 1904, blev överingenjör vid Korsnäs sulfitfabrik 1910 och Sundsvalls cellulosa AB 1915. Han blev vd för Munkedals AB 1917, vars bruk han fullständigt moderniserade. Vid sidan härom var han även chef för Hylte, Rydö och Nykvarns bruk. Under andra världskriget var Bildt medlem i den pronazistiska Riksföreningen Sverige–Tyskland.
Bildt, som tillhörde ätten Bildt, var brorson till ingenjören Carl Wilhelm Bildt.